# Requiem (film fra 2006)
|  | Se også Requiem |
Requiem er en tysk film fra 2006 af Hans-Christian Schmid. Handlingen er baseret på Anneliese Michels eksorcisme i begyndelsen af 1970'erne, der førte til hendes død. 
Der blev indspillet en amerikansk film over samme tema året før, The Exorcism of Emily Rose. 
Requiem er dog tættere på den faktiske historie.[kilde mangler]
Hüller modtog en Silver Bear for Best Actress på den 56. Berlin International Film Festival for sin præstation.

## Handling
"Michaela Klingler" bor sammen med sine forældre i et katolsk landområde i det sydlige Tyskland. Selv om hun har epileptiske anfald indvilger hendes forældre i, at hun kan starte på pædagogstudiet i Tübingen. Hun udvikler et venskab med en medstudine og indleder en kærlighedsaffære.

Lykken bliver afbrudt af epileptiske anfald, og hun bliver overbevist om, at hun er besat af Djævelen. I forbindelse med en opgave, udvikler hun en manisk arbejdstilstand, som fører til et psykisk sammenbrud. Hendes veninde vil have hende til at få hjælp fra psykiatrien, men hendes ven bringer hende til forældrenes hjem. Sognepræsten begynder en eksorcisme. 

## Medvirkende
- Sandra Hüller: Michaela Klingler
- Burghart Klaußner: Karl Klingler
- Imogen Kogge: Marianne Klingler
- Anna Blomeier: Hanna Imhof
- Jens Harzer: Martin Borchert
- Johann Adam Oest: Professor Schneider

## Eksterne Henvisninger
- Requiem på Internet Movie Database (engelsk)
- Requiem på Filmdatabasen
- Requiem på Scope
- Requiem på AlloCiné (fransk)
- Requiem på MovieMeter (nederlandsk)
- Requiem på AllMovie (engelsk)
- Requiem på Turner Classic Movies (engelsk)
- Requiem på The Movie Database (engelsk)
- Requiem på Metacritic (engelsk)
- Requiem på Filmaffinity (engelsk)
- http://www.requiem-derfilm.de/

| Portal | Portal:Film |

| Gyserfilm | Spire Denne gyserfilm-artikel er en spire som bør udbygges. Du er velkommen til at hjælpe Wikipedia ved at udvide den. |

1. ↑  Navnet er anført på galicisk og stammer fra Wikidata hvor navnet endnu ikke findes på dansk.